# Pièges à ions de Paul et de Penning
En physique, les pièges à ions sont des dispositifs permettant de stocker des particules chargées pendant une longue durée, notamment dans le but de mesurer leurs propriétés avec précision.
Les pièges de Paul et de Penning ont en commun l'utilisation d'un champ électrique quadripolaire, à haute fréquence (de l'ordre de quelques MHz) dans le piège de Paul, et constant dans le piège de Penning, où il est combiné à un champ magnétique intense (de l'ordre de 5 teslas). La mise en œuvre des pièges à ions dans le domaine de la spectroscopie atomique de précision a valu à Hans Dehmelt (avec le piège de Penning) et à Wolfgang Paul (avec le piège portant son nom) le prix Nobel de physique en 1989, partagé avec Norman Foster Ramsey pour ses travaux sur les horloges atomiques.
On se limitera ici à la description du piège de Penning.

## Principe du piège de Penning

Schéma d'un piège de Penning contenant une particule de charge positive en son centre (en rouge). Le champ électrique E (en bleu) est produit par deux coupelles chargées positivement (a) et par une électrode circulaire chargée négativement (b). Le champ magnétique homogène B (en rouge) est produit par un électro-aimant toroïdal (c).

Le piège de Penning, appelé aussi cellule ICR (cellule à résonance cyclotronique ionique), est un dispositif permettant de stocker des particules chargées, grâce à la combinaison d'un champ magnétique uniforme et d'un champ électrique quadripolaire constant. Ce dispositif est particulièrement bien adapté à la mesure précise des propriétés des ions et des particules subatomiques stables possédant une charge électrique. C'est le physicien F. M. Penning qui en a eu l'idée originale en 1936, mais le mérite de sa mise en œuvre concrète revient au physicien américain Hans Dehmelt.
Les pièges de Penning utilisent un champ magnétique homogène axial pour confiner les particules dans le plan médian, et un champ électrique quadripolaire pour les confiner selon l'axe de symétrie du piège. Le champ magnétique force les particules chargées à se déplacer selon des spirales, et le champ électrique évite que les particules ne sortent du piège lorsqu'elles suivent les lignes de champ magnétique.
Le dispositif de génération du champ électrique est constitué de deux groupes d'électrodes en forme d'hyperboloïde de révolution : d'une part un anneau, et d'autre part deux coupelles axiales. Une différence de potentiel constante est appliquée entre l'anneau et les coupelles, ces dernières étant soumises à un potentiel répulsif pour les particules à stocker (potentiel positif pour stocker des ions positifs), et l'anneau étant soumis à un potentiel de signe contraire. Le champ électrique ainsi créé produit un col au centre du piège, ce qui permet de réaliser le confinement dans la direction axiale.
La génération du champ magnétique est effectuée par un électro-aimant toroïdal, de préférence supraconducteur. Le champ créé est appliqué selon l'axe, ce qui oblige les particules chargées à parcourir des orbites circulaires, les maintenant ainsi à l'intérieur du piège.
Les particules ainsi piégées subissent trois types d'oscillations :
- Une oscillation axiale ;
- Deux oscillations dans le plan radial, similaires à celles d'une toupie en mouvement sur le sol :
  - une oscillation magnétron correspondant à l'orbite circulaire de la particule au sein du piège,
  - une oscillation cyclotron correspondant à la rotation de la particule « sur elle-même ».

La fréquence de l'oscillation cyclotron dépend du rapport de la charge électrique à la masse, et de l'intensité du champ magnétique. Sa mesure pouvant être effectuée avec une grande précision, on peut en déduire très précisément la masse de la particule ou de l'ion piégés.
L'utilisation du piège de Penning présente deux avantages par rapport au piège à radiofréquences de Paul. Premier avantage, seuls des champs statiques sont utilisés dans le piège de Penning, ce qui évite les micro-déplacements liés à des champs dynamiques, ainsi que production de chaleur qui en résulte. Second avantage, le piège de Penning peut être agrandi sans diminuer son efficacité. Il est alors possible de maintenir l'ion piégé à une plus grande distance de la surface des électrodes, ce qui réduit les phénomènes nuisibles d'échauffement et de décohérence quantique.
En revanche, le piège de Penning présente par rapport au piège de Paul l'inconvénient de ne pas pouvoir stocker simultanément des particules de charges positives et négatives.

## Applications
Les pièges de Penning sont couramment utilisés au CERN pour stocker des antiprotons.
Des systèmes de propulsion à base d'antimatière destinés aux vol spatiaux pourraient utiliser un procédé de ce type pour le stockage du combustible.
Leur application principale est cependant la mesure de précision. Par exemple, les mesures les plus précises des masses de nombreuses particules (électron, proton) ou atomes (²H, 12C, 20Ne, 28Si) ont été effectuées en utilisant des pièges de Penning.
Les particules stockées dans un piège de Penning peuvent être refroidies par diverses méthodes, comme le refroidissement par laser.
Une autre application récente concerne la réalisation d'ordinateurs quantiques et le traitement quantique de l'information.